# United States District Court

Karte, die die Zuständigkeitsgebiete der Bezirksgerichte zeigt. Die farblich markierten und nummerierten Gebiete beziehen sich auf die jeweils zuständigen Berufungsgerichte.

United States District Court (Bundesbezirksgericht) ist in den Vereinigten Staaten von Amerika die Bezeichnung für Gerichte des Bundes mit allgemeiner Gerichtsbarkeit in erster Instanz. Das Gericht hört sowohl Zivil- als auch Strafsachen und kann nach amerikanischem Bundesrecht entsprechend dem Common Law und der Billigkeit (Equity) Entscheidungen treffen. Jedes Bundesbezirksgericht hat auch ein beigeordnetes Insolvenzgericht. Jeder Bundesgerichtsbezirk hat mindestens ein, wenn nicht mehrere Gerichtsgebäude. Der vollständige Name eines Bundesbezirksgerichts ist zum Beispiel United States District Court for the Southern District of New York.
Alle Bundesstaaten, der direkt der Bundesregierung unterstehende Bezirk der Bundeshauptstadt Washington sowie Puerto Rico haben jeweils mindestens ein Bundesgericht in erster Instanz. Die Außengebiete der Vereinigten Staaten mit der Ausnahme von Puerto Rico haben keine Bundesgerichte und entsprechend auch keine Bundesbezirksgerichte. In diesen Gebieten gibt es allerdings lokale Gerichte, die ähnlich einem Bezirksgericht operieren. Für eine Liste der Bundesgerichtsbezirke siehe Bundesgerichtsbezirke der Vereinigten Staaten.

## Andere erstinstanzliche Gerichte
Neben den Bundesbezirksgerichten gibt es eine Reihe anderer Gerichte, die bundesweite Gerichtsbarkeit für bestimmte Fachgebiete haben. Bezirksgerichte haben allerdings meist konkurrierende Gerichtsbarkeit. Bezirksgerichte haben exklusive Gerichtsbarkeit über alle Bundesstraftaten und sind die einzigen Bundesgerichte, in denen ein Prozess mit Jury statt nur mit einem Richter stattfinden kann. Das Internationale Handelsgericht bearbeitet Fälle, die mit internationalem Handel und dem Zollwesen zu tun haben. Das Bundesgericht für Bundesangelegenheiten hat exklusive Gerichtsbarkeit in den meisten Fällen, in denen der Kläger Schadensersatz von der Bundesregierung verlangt. Dies beinhaltet insbesondere Fälle, die sich mit Regierungsverträgen, unrechtlicher Beschlagnahmung persönlichen Eigentums durch die Bundesregierung oder Schadensersatz für Verletzungen auf bundeseigenem Land oder durch Bundesangestellte oder -beamte befassen. Das Steuergericht der Vereinigten Staaten beschäftigt sich mit Fällen der unrechtlichen Steuereinziehung.

## Bezirksrichter
Die Richter am Bundesbezirksgericht führen die Amtsbezeichnung United States District Judge. Andere Bundesrichter, auch Berufungsrichter und die Richter des Obersten Gerichtshofs, können auf Anweisung des entsprechenden Chefrichters  als Bezirksrichter auf Zeit dienen. Die Zahl der Richter in jedem Bezirksgericht legt der Kongress fest. Da der Präsident der Vereinigten Staaten alle Bundesrichter nur mit Zustimmung des Senats ernennt, ergibt sich oft, dass die Kandidaten der gleichen Partei wie der Präsident angehören oder zumindest fundamentale politische Ansichten teilen. Bei Ernennungen in Bundesstaaten, die von einem Senator der gleichen Partei wie des Präsidenten vertreten werden, hat dieser oft gehörigen Einfluss auf den Nominierungsprozess und kann auch ein informelles Veto einlegen, welches traditionell beachtet wird.
Gemäß dem dritten Verfassungsartikel sind alle Ernennungen auf Lebenszeit und können nur abgesetzt werden, wenn sie den Standard des „guten Verhaltens“ (good behavior) verletzen. Dazu muss die Methode des Impeachments benutzt werden, also einer Anklage durch das Repräsentantenhaus und einer Amtsenthebung durch Zweidrittelmehrheit im Senat. Andernfalls hat ein Richter das Recht, das Amt bis zu seinem Tode oder Rücktritt auszuführen, selbst wenn er zum Beispiel in einem Strafverfahren von einer Jury schuldig gesprochen wird. In der Geschichte der Vereinigten Staaten gab es nur zwölf Richter, die vom Repräsentantenhaus angeklagt wurden und nur sieben wurden vom Senat des Amtes enthoben.
Richter, die das 65. Lebensjahr erreichen oder eine Behinderung erleiden, können freiwillig in den Ruhestand gehen oder den „senior status“ annehmen und weiterarbeiten. Solche „senior“-Richter werden nicht mehr in der gesamten Anzahl der Richter am Bezirksgericht gezählt und verrichten nur Aufgaben, die an sie vom örtlichen Obersten Richter übertragen werden. Allerdings behalten sie ihr Büro (chambers) und ihr Personal, und viele arbeiten weiterhin als Vollzeitkräfte. Bundesrichter werden schriftlich als The Honorable <Vorname Name> (etwa Der/Die Ehrenwerte <Vorname Name>) oder Hon. <Vorname Name>, wörtlich als Richter oder Richter <Nachname> und im Gerichtssaal mit Your Honor angesprochen.
Die Bezirksrichter (engl. District Judge) können Richter als Magistrat (engl. Magistrate Judge) berufen. Die Aufgaben eines Magistrats gleichen größtenteils denen eines deutschen Ermittlungsrichters. Sie können insbesondere Durchsuchungsbeschlüsse und Haftbefehle erlassen, sind aber bspw. auch für Haftaussetzungen zur Kaution verantwortlich. Bei Bagatelldelikten, die in die Zuständigkeit eines District Court fallen, kann ein Magistrat als Einzelrichter fungieren. In Zivilverfahren wird er nur mit Ermächtigung eines District Judge tätig.

## Zuständigkeit
Um eine Klage in einem Bundesbezirksgericht einzuleiten, muss es einen gewichtigen Grund geben, warum die Bundesgerichte statt der Gerichte der Bundesstaaten den Fall verhandeln sollten. Nach amerikanischem Recht sind Bundesgerichte nur zuständig, wenn mindestens einer der folgenden Fälle eintrifft:
- die Vereinigten Staaten sind selbst der Kläger
- die Vereinigten Staaten (oder in bestimmten Fällen ein Amtsträger oder Angestellter) sind der Beklagte
- Bundesfrage, das heißt die Zuständigkeit ergibt sich direkt aus Bundesrecht (entweder der Verfassung selbst oder einem Bundesgesetz)
- Seerecht, das sehr grob gefasst alle Fälle betrifft, die sich auf See oder auf anderen navigierbaren Wasserstraßen der Vereinigten Staaten ereignen
- Diversity of Citizenship, das heißt, dass der Kläger und der Beklagte in verschiedenen Bundesstaaten leben und der Streitwert mindestens 75.000 $ beträgt
- Alienage, im Prinzip ähnlich dem Diversity of Citizenship, nur dass eine der Parteien Ausländer ohne Wohnsitz in den Vereinigten Staaten ist, die Mindeststreitsumme gilt auch hier

Entsprechend kann nicht jede Klage in einem Bundesgericht eingereicht werden. Diese Beschränkungen stellen eine Ausprägung des Föderalismus in den Vereinigten Staaten dar.
Bundesbezirksgerichte entscheiden oft über Fälle, die dem Recht eines Bundesstaates (Landesrecht) unterliegen. Dies rührt manchmal daher, dass nur Rechtsfragen nach Landesrecht gestellt werden und dass Diversity of Citizenship die einzige Basis dafür ist, dass der Fall überhaupt im Bundesgericht verhandelt wird. In anderen Umständen wird Landesrecht angewendet, obwohl konkurrierend auch Bundesrecht zur Verfügung steht, die Parteien bei ihren Argumenten sich allerdings nur auf Landesrecht bezogen haben. Dabei hat der Oberste Gerichtshof auch festgestellt, dass Bundesgerichte das Recht des Bundesstaates, in dem sie sich befinden, anwenden müssen, sofern sich die Klage auf Landesrecht beruft. Es ist ihnen also nicht möglich, neues Bundesrecht zu schaffen oder existierendes Bundesrecht anzuwenden.
Obwohl die meisten Zivilprozesse sowohl nach Bundesrecht oder nach Landesrecht geführt werden können, wodurch der Kläger die freie Wahl der Gerichtsbarkeit hat, gibt es einige Fachbereiche, die ausschließlich von Bundesgerichten verhandelt werden. Diese beinhalten insbesondere jegliche Fragen des geistigen Eigentums und solche, die im Zusammenhang mit internationalen Verträgen auftauchen. In einigen Situationen sind die Bundesgerichte aufgrund der Rechtsfragen selbst zuständig, der Kläger aber immun von Klagen auf Bundesebene. Ein Beispiel dafür sind Patentverletzungen durch Bundesstaaten: die Gerichtsbarkeit über das Patentrecht liegt ausschließlich bei den Bundesgesetzen, allerdings bestimmt der 11. Zusatzartikel der Verfassung, dass Bundesstaaten nicht von ihren Bürgern in Bundesgerichten angeklagt werden können. Wenn ein Bundesstaat seine Immunität nicht freiwillig aufgibt, entsteht hier ein rechtsfreier Raum, da es keine rechtliche Möglichkeit gibt, den Fall überhaupt irgendwo zu verhandeln. Der Oberste Gerichtshof erneuerte dieses Rechtsverständnis erst 1999 im Fall Florida Prepaid Postsecondary Education Expense Board v. College Savings Bank.
Bezirksgerichte haben auch begrenzte Zuständigkeiten als Berufungsgerichte, in denen sie Entscheidungen der Markenschutzgerichte und der Insolvenzgerichte überprüfen können.

## Anwälte
Nur ordentliche Rechtsanwälte, die vom jeweiligen Gericht anerkannt werden, können den Kläger oder Beklagten in Bundesgerichtsverfahren verteidigen. Die Vereinigten Staaten haben keine gesonderte Staatsexamina für Anwälte (mit der Ausnahme des Patentrechts). Sie berufen sich dabei vielmehr auf die Praxis des Bundesstaates, in dem sie tätig sind. Anwälte, die an einem Bundesgericht einen Klienten vertreten wollen, müssen ein offizielles Zertifikat des Bundesstaates vorlegen, eine Gebühr bezahlen und einen Amtseid leisten.

## Rechtsmittel
Gegen formelle Entscheidungen der Bundesbezirksgerichte in Zivil- und Strafprozessen können Rechtsmittel im zugehörigen Bundesberufungsgericht eingelegt werden. Gegen Entscheidungen, die das Patentrecht betreffen oder Forderungen gegen die Vereinigten Staaten selbst enthalten, können Rechtsmittel nur beim Bundesberufungsgericht für die Bundesregierung eingelegt werden.

## Statistiken
Die strukturell größten Gerichte mit der größten Anzahl der Fälle finden sich erwartungsgemäß in den größten Städten der Vereinigten Staaten: New York, Los Angeles und Chicago. Zusammen haben diese drei Gerichte die meisten Richter, das meiste Personal und die meisten Ressourcen.